# بيتر شوارتز (كاتب)
بيتر شوارتز (بالإنجليزية: Peter Schwartz)‏ هو كاتب أمريكي، ولد في 1946.